# Silvio Berlusconi Editore
La Silvio Berlusconi Editore è una casa editrice italiana fondata nel 1990 da Silvio Berlusconi e acquisita nel 1994 dalla Arnoldo Mondadori Editore. L’attività editoriale prosegue fino al primo decennio degli anni Duemila, per interrompersi nel 2012.
Il 5 settembre 2024 viene ricostituita, sempre all'interno del Gruppo Mondadori.

## Descrizione
Nata per ideazione di Marcello Dell'Utri, nel 1990 presidente di Publitalia, nel corso della sua breve vita la società ebbe un presidente e due responsabili editoriali. Presidente fu Amedeo Massari, mentre Dell'Utri seguì personalmente la produzione fino al 1993; in quell'anno la responsabilità della casa editrice passò a Rosella Migliavacca, proveniente dalla SEI, che rivestiva anche il ruolo di capo ufficio stampa.
La casa editrice portò al successo il settimanale popolare TV Sorrisi e Canzoni e, con una mutuazione del marchio, pubblicò la collana Biblioteca dell'Utopia, serie di testi d'occasione per i clienti Fininvest; un'altra collana fu Il Teatro Greco. La casa inoltre editò edizioni limitate numerate e stampate al torchio a mano. Dal 1993 al 1995 espose al Salone del Libro di Torino.
Dopo un lungo periodo di inattività, ha ripreso le pubblicazioni nel 2024, un anno dopo la morte del fondatore.
Tutti i documenti inerenti alla Casa editrice si possono trovare alla Fondazione Biblioteca di Via Senato in Via Senato a Milano.

## Collane

### CollanaBiblioteca dell'Utopia
Dai primi anni 1990 fino al 2012 fu edita la collana Biblioteca dell'Utopia, che pubblicava un titolo all'anno in edizione strenna e, dal 1994, anche in un'edizione in vendita in brossura. La collana annoverava classici della filosofia e della letteratura e testi di poesia; nel 1995 fu pubblicato anche il testo della Costituzione italiana. I volumi erano indirizzati ai bibliofili.
I primi tre, pubblicati per la vendita nel 1993, con prefazione di Berlusconi, furono Elogio della follia di Erasmo da Rotterdam, Utopia di Tommaso Moro (traduzione accreditata a Domenico Magnino e prefazione a firma di Berlusconi), con rilegature pregiate in numero limitato realizzate dall'editore svizzero Josef Weiss, e Il principe di Niccolò Machiavelli con annotazioni (spurie) di Napoleone Bonaparte (tradotto da Ermanno Paccagnini con una «proposta di lettura» di Vittore Branca).
Nel corso degli anni seguirono: Le sottilissime astuzie di Bertoldo di Giulio Cesare Croce (1994, con introduzione di Piero Camporesi e prefazione di Vittore Branca), il De hominis dignitate di Pico della Mirandola (1995), La nuova Atlantide di Francesco Bacone (1996, con prefazioni di Massimo Cacciari e l'originale di William Rawley, traduzione e note ai testi di Carlo Carena) e La città del Sole di Tommaso Campanella (1997, con prefazione di Lina Bolzoni e traduzione di Carlo Carena). Del 1998, voluto e a cura di Dell'Utri, il Manifesto del partito comunista con prefazione di Lucio Colletti e tradotto da Lucio Caracciolo, mentre nel 1999 Il disprezzo del mondo di Erasmo da Rotterdam (con prefazione di Carlo Carena).
Dagli inizi del XXI secolo, si ebbe lo Spaccio de la bestia trionfante di Giordano Bruno (2001), Il prosseneta ovvero della prudenza politica di Girolamo Cardano (2002, con introduzione di Anthony Grafton e tradotto da Germana Ernst e Piero Cigada), La miseria della condizione umana. De contemptu mundi di Lotario di Segni (2003, con introduzione e a cura di Carlo Carena), Il labirinto del mondo e il paradiso del cuore di Jan Amos Komenskẏ (2003, con introduzione e a cura di Marta Fattori, tradotto da Tomas Kubicek), il De Monarchia di Dante Alighieri (2004), Frammento sull'Atlantide; Dei futuri progressi dello spirito umano di Condorcet (2005), L'utopia del mostro: lettere inedite (1925-1930) dal Nord-Europa di Giuseppe Tomasi di Lampedusa (2006), Momo di Leon Battista Alberti (2008), L'Euridice e La favola d'Orfeo. L’utopia nel melodramma di Ottavio Rinuccini e Alessandro Striggio (2009, con introduzione di Gaspare De Caro), Le avventure di Pinocchio di Carlo Collodi (2010), il De gli eroici furori di Giordano Bruno (2011) e La Repubblica di Platone (2012, traduzione di Bruno Centrone), per un totale di 22 volumi in vent'anni.

## Silvio Berlusconi Editore dal 2024

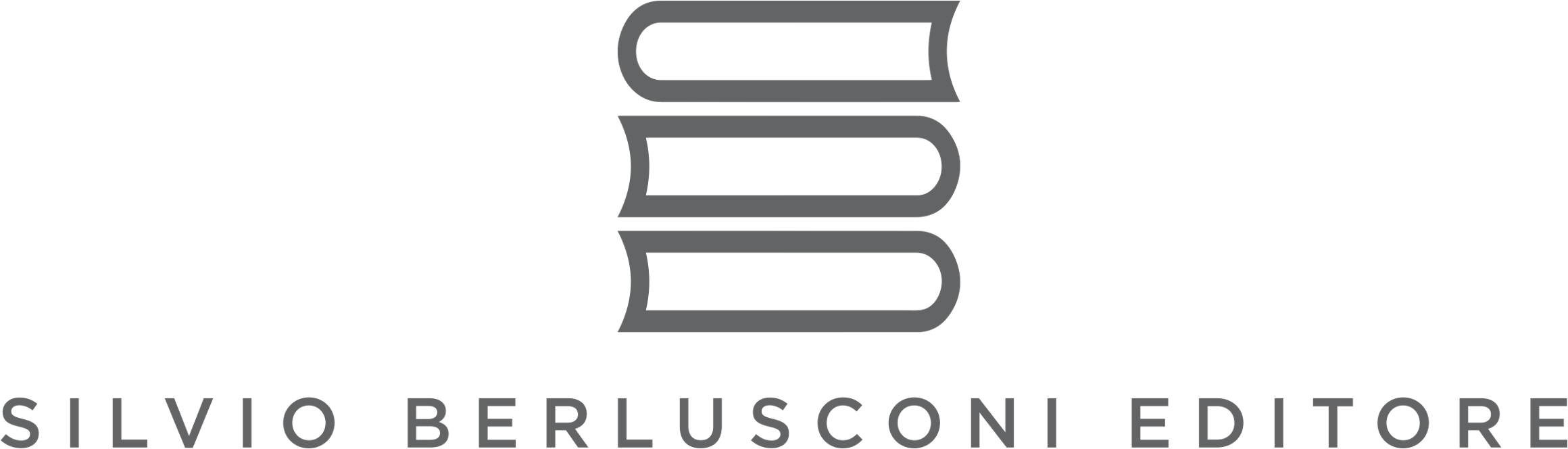
Logo di Silvio Berlusconi Editore

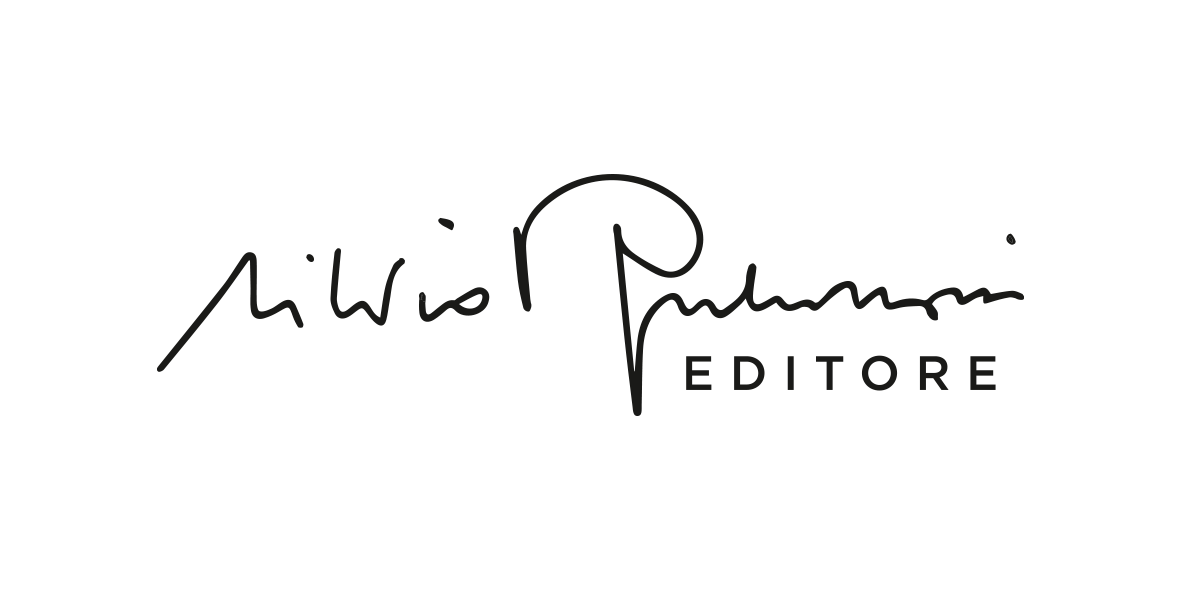
Logo con firma di Silvio Berlusconi Editore

Il 5 settembre 2024 debutta la nuova Silvio Berlusconi Editore, casa editrice che nasce all’interno del Gruppo Mondadori con l’intento di concentrarsi sul pensiero liberale e democratico. Il primo titolo pubblicato è Un viaggio straordinario di Tony Blair, scelto come simbolo del posizionamento editoriale della nuova casa.

### CollanaBiblioteca
Prosegue la precedente Biblioteca dell'Utopia. I primi due volumi pubblicati sono stati Il passato di un'illusione. L'idea comunista nel XX secolo di François Furet e le Lettere inglesi di Voltaire.

### CollanaLibera
Serie dedicata alla pubblicazione di opere di autori contemporanei. Il primo volume pubblicato è stato L'arte di governare di Tony Blair, seguito, nel febbraio 2025, da La fine del regime. La caduta di tre dittature europee e il destino della Russia di Putin di Alexander Baunov.

## Controversie
In un articolo del 2006 Marco Travaglio affermò che la traduzione di Utopia di Tommaso Moro, accreditata a Domenico Magnino, e la prefazione, a firma di Berlusconi, furono in realtà copiate dalla prefazione e traduzione di Luigi Firpo all'edizione del testo pubblicato antecedentemente dalla Guida Editori.